# ジェイ・ショーン
ジェイ・ショーン（1981年3月26日-、本名：カマルジット・シン・ジューティ、パンジャーブ語: ਕਮਲਜੀਤ ਸਿੰਘ ਝੁੱਟੀ、ヒンディー語: कमलजीत सिंह झूटी）は、イギリスのシンガーソングライター、ラッパー、ビートボクサー、音楽プロデューサー。身長172cm。

## 来歴
- ショーンは始め、ヴァージン・レコードと契約、その後、自らインディーズ・レーベル Jayded Records を設立した。
- 彼は初期のキャリアにおいて「ダンス・ウィズ・ユー」、「アイズ・オン・ユー」、「ストールン」、「ライド・イット」、「トゥナイト」といったヒット曲をヨーロッパで生んだ。
- アジアでは「ワン・ナイト」、「メイ・ビー」などのヒットで知られている。
- 2004年にリリースされたアルバム『ミー・アゲンスト・マイセルフ』は、インドでマルチ・プラチナムセールスを記録。
- 2008年にリリースされた『マイ・オウン・ウェイ』は、全英R&Bチャートにて1位を獲得している。

- 2008年にショーンは北アメリカ市場でのリリースについて、キャッシュ・マネー・レコードとレコード契約を結んだ[4]。
  - 彼の全米デビュー・シングルの「ダウン」は、全米総合シングルチャートBillboard Hot 100にて、アジア出身、そして、イギリスのアーバン・アクトとして、初となる1位を獲得した[5][6]。このシングルは全米で200万枚を売り上げ[7]、彼はアメリカ合衆国のチャート史において最も成功したイギリスのアーバン・アーティストとなった[8]。
  - 次のシングル「ドゥー・ユー・リメンバー」はHot 100にて最高位27位を記録している[9]。
  - これらの楽曲は、2009年にリリースされる彼のサード・アルバム『オール・オア・ナッシング』に収録される予定で、このアルバムはショーンの北アメリカ市場におけるデビュー・アルバムとなる。

## ディスコグラフィ
- ミー・アゲンスト・マイセルフ（英語版）（2006年）
- マイ・オウン・ウェイ（英語版）（2008年）
- オール・オア・ナッシング (ジェイ・ショーンのアルバム)（英語版）（2009年）
- ネオン (ジェイ・ショーンのアルバム)（英語版）（2013年）

## フィルモグラフィ
- Kyaa Kool Hai Hum（2005年） - 自身役

## 来日公演
- Jay Sean Japan Tour 2012
  - 2012年10月12日、大阪 AKASO
  - 2012年10月13日、横浜 BAY HALL
- Jay Sean Japan Tour 2015
  - 2015年12月6日、XEX日本橋